# Sân bay Genoa Cristoforo Colombo
Sân bay Genoa Cristoforo Colombo (IATA: GOA, ICAO: LIMJ) là một sân bay được xây trên một bán đảo nhân tạo, cáhc trung tâm Genova 6 km, Italia. Sân bay này do Aeroporto di Genova S.P.A. vận hành. Sân bay này đã được nâng cấp gần đây. Tên sân bay đặt theo Cristoforo Colombo.

## Các hãng hàng không và các tuyến điểm
- Air France
  - operated by Brit Air (Paris-Charles de Gaulle)
- Alitalia (Rome-Fiumicino)
  - operated by Air Alps (Milan-Malpensa)
  - operated by Alitalia Express (Milan-Malpensa)
- British Airways (London-Gatwick)
- Iberia Airlines
  - operated by Air Nostrum (Madrid)
- Lufthansa
  - Lufthansa Regional do Air Dolomiti cung ứng (Munich)
- Myair (Bari, Paris-Charles de Gaulle)
- Ryanair (London-Stansted)